# Santa Colomba de Somoza
Pour les articles homonymes, voir Somoza (homonymie).
Santa Colomba de Somoza est une localité et une commune espagnole (municipio) de la comarque de La Maragatería, dans la province de León, communauté autonome de Castille-et-León, dans le Nord de l'Espagne. La localité est le chef-lieu du municipio du même nom.
Le territoire du municipio est traversé par le Camino francés du Pèlerinage de Saint-Jacques-de-Compostelle, qui passe par les localités de Rabanal del Camino, Foncebadón et Manjarín.

## Administration
Le municipio a un territoire de 179,1 km2 et regroupe les 19 localités suivantes :
| - Andiñuela de Somoza - Argañoso (es) - Foncebadón - La Maluenga - Labor de Rey (es) (dépeuplé) - Manjarín (quasi-dépeuplé) - Murias de Pedredo | - Pedredo. - Prada de la Sierra (es) - Rabanal del Camino - Rabanal Viejo - San Martín de Agostedo - Santa Colomba de Somoza (chef-lieu) - Santa Marina de Somoza | - Tabladillo - Turienzo de los Caballeros - Valdemanzanas - Viforcos - Villar de Ciervos (es) |

## Démographie
| 1991 | 1996 | 2001 | 2004 | 2009 | 2010 | - |
| ---- | ---- | ---- | ---- | ---- | ---- | - |
| 528  | 495  | 450  | 498  | 464  | 463  | - |

## Culture et patrimoine

### Pèlerinage de Compostelle

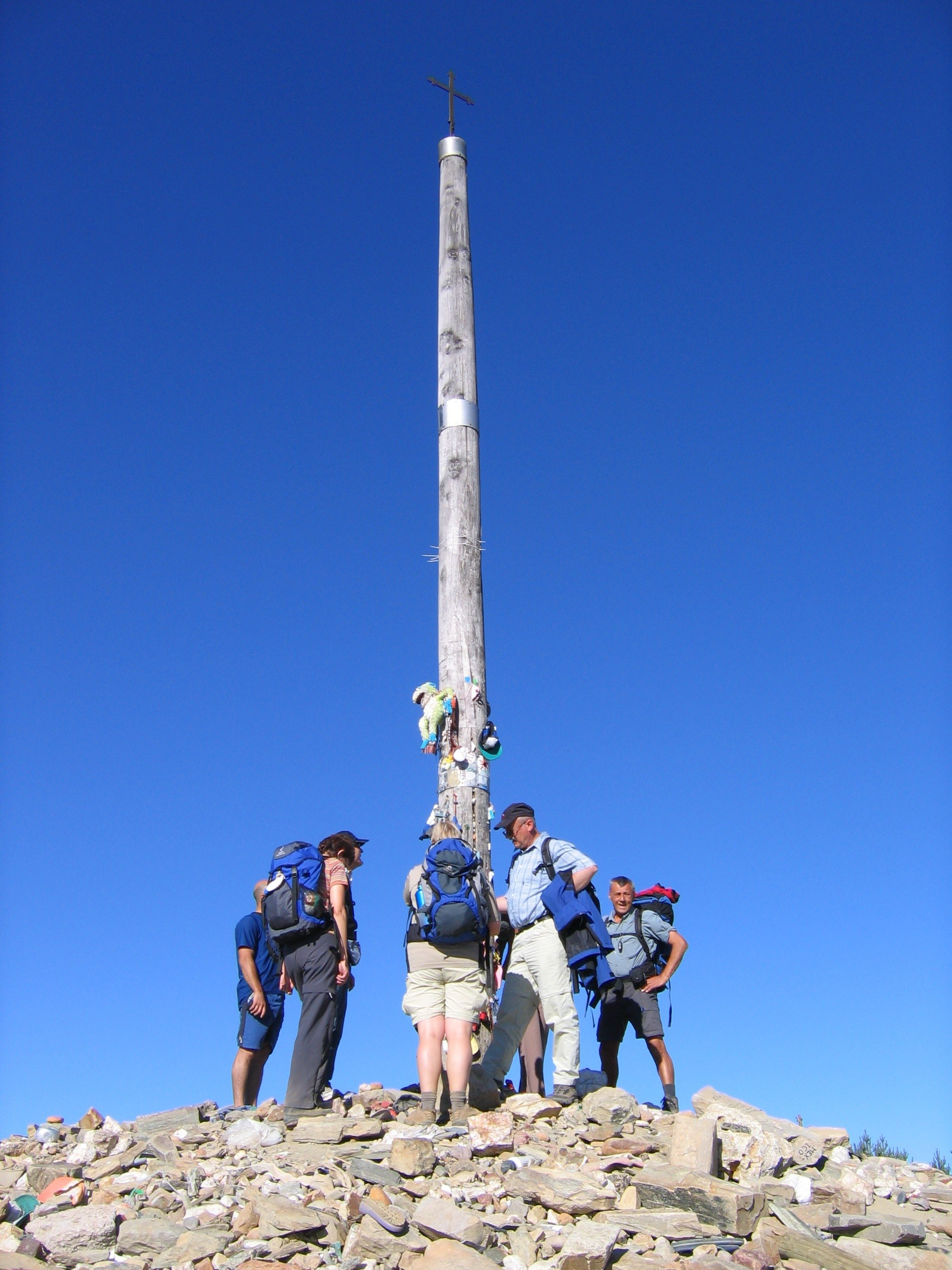
Un groupe de pèlerins au pied de la Cruz de Ferro.

Sur le Camino francés du Pèlerinage de Saint-Jacques-de-Compostelle, on vient du municipio de Brazuelo, à l'est, en passant par sa localité de El Ganso.
Le prochain municipio traversé est celui de Molinaseca, vers le nord-ouest, via le Collado de las Antenas, en passant par ses localités de El Acebo, Riego de Ambrós et par son chef-lieu Molinaseca.

### Monuments religieux

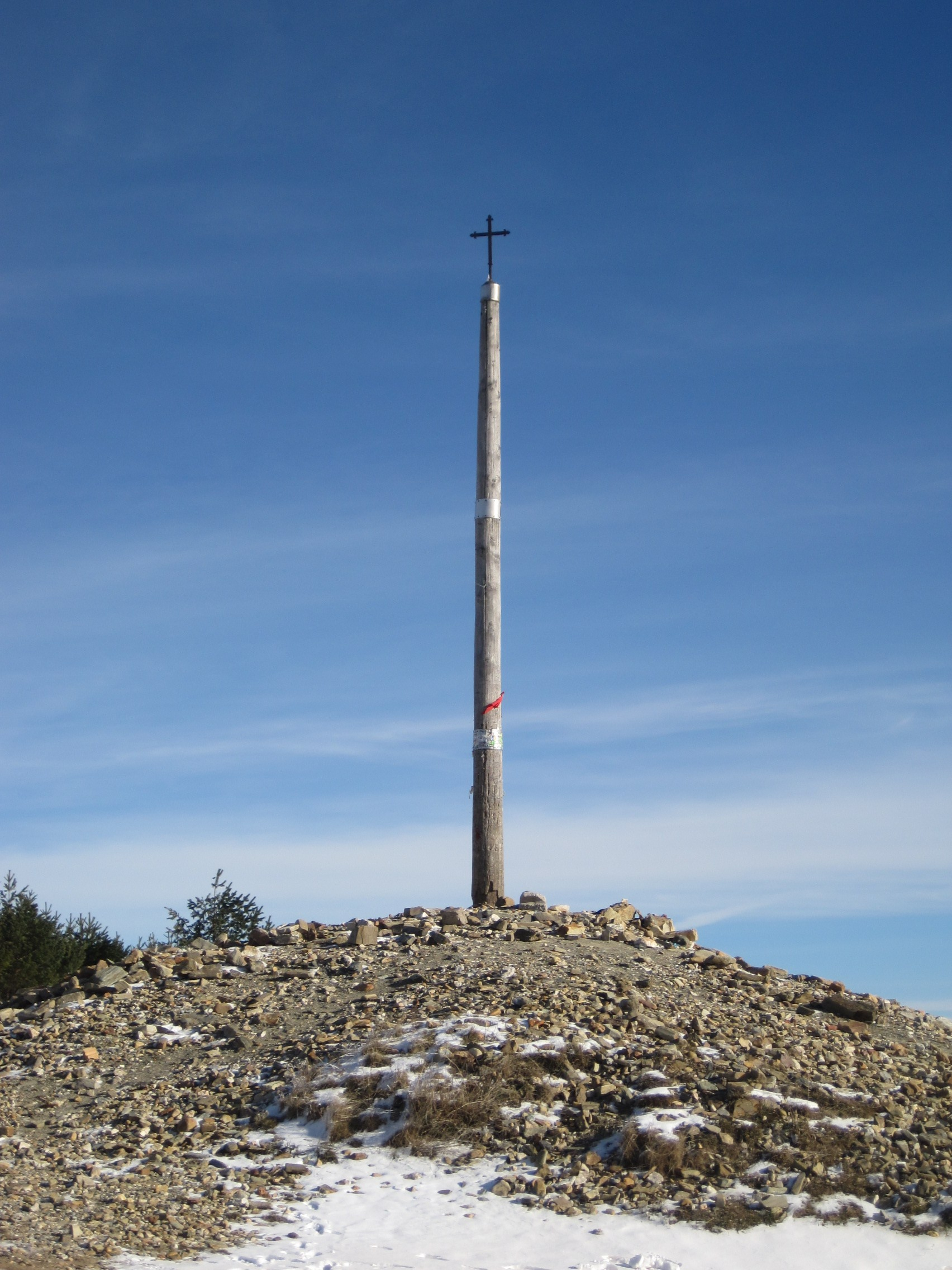
La Cruz de Ferro.

Entre Foncebadón et Manjarín se trouve une croix monumentale qui jalonne le Chemin de Compostelle : la Cruz de Ferro.

### Cinéma
- 2005 : Saint-Jacques... La Mecque réalisé par Coline Serreau.